# أندري زيغمانتوفيتش
أندري زيغمانتوفيتش (بالروسية: Зыгмантович, Андрей Викентьевич)‏ (مواليد 2 ديسمبر 1962) هو لاعب كرة قدم. لعب مع منتخب الاتحاد السوفيتي لكرة القدم. سبق له أن لعب في كأس العالم لكرة القدم مع منتخب بلاده.

## روابط خارجية
- أندري زيغمانتوفيتش على موقع الاتحاد الدولي (مؤرشف)  (الإنجليزية)
- أندري زيغمانتوفيتش على موقع قاعدة بيانات كرة القدم.إي يو (الإنجليزية)
- أندري زيغمانتوفيتش على موقع ناشيونال فوتبول تيمز (الإنجليزية)